# Кодже
Кодже́ (кор. 거제시?, 巨濟市?, Кодже-си) — город в провинции Кёнсан-Намдо, Южная Корея. Город целиком расположен на нескольких островах, крупнейший из которых — Коджедо.

## История
Территория, на которой находится современный Кодже, относилась к одному из племенных союзов Пёнхан. Впервые название Кодже возникло в 757 году, когда город входил в состав государства Объединённое Силла. Во время династии Корё в 983 году Кодже получил название Кисон и статус хён. Во время династии Чосон название было изменено на Чечхан, а в 1423 году городу было возвращено имя Кодже. Во время Имджинской войны Кодже сильно пострадал от ударов японских морских сил. Статус города был получен в 1989 году.
В годы Корейской войны на острове существовал концентрационный лагерь «№ 76» для военнопленных — северокорейских и китайских солдат. 7 мая 1952 года после попытки американских войск сорвать репатриацию, военнопленные подняли восстание, захватили и судили начальника лагеря генерала Ф. Додда. В ходе подавления восстания американские войска применили танки, а также неоднократно использовали химическое оружие.

## География
Город Кодже в основном расположен на острове Коджедо у южных берегов Корейского полуострова недалеко от Пусана. Коджедо — второй по величине остров в составе Южной Кореи.

## Административное деление
Кодже административно делится на 9 мёнов и 10 тонов (донов):

| Название     | Хангыль  | Площадь, км²                | Население, чел               | Внутреннее деление |
| ------------ | -------- | --------------------------- | ---------------------------- | ------------------ |
| Ирунмён      | 일운면   | 30,5                        | 6 158                        | 6 ри               |
| Йончхомён    | 연초면   | 40,09                       | 8 161                        | 10 ри              |
| Коджемён     | 거제면   | 38,28                       | 7 140                        | 11 ри              |
| Намбумён     | 남부면   | 31,85                       | 3 044                        | 5 ри               |
| Садынмён     | 사등면   | 59,95                       | 9 039                        | 11 ри              |
| Тонбумён     | 동부면   | 52,49                       | 3 737                        | 8 ри               |
| Тундокмён    | 둔덕면   | 33,77                       | 3 745                        | 9 ри               |
| Хачхонмён    | 하청면   | 29,09                       | 4 917                        | 9 ри               |
| Чанмокмён    | 장목면   | 36,87                       | 5 699                        | 11 ри              |
| Аджудон      | 아주동   | 12,47                       | 8 725                        |                    |
| Кохёндон     | 고현동   | 5,15                        | 40 489                       |                    |
| Маджондон    | 마전동   | 1,92                        | 5 728                        |                    |
| Нынпходон    | 능포동   | 3,21                        | 12 936                       |                    |
| Окпхо-идон   | 옥포2동  | 10,86 вместе с Окпхо-ильдон | 39 188 вместе с Окпхо-ильдон | Входит в Окпходон  |
| Окпхо-ильдон | 옥포1동  | 10,86 вместе с Окпхо-идон   | 39 188 вместе с Окпхо-идон   | Входит в Окпходон  |
| Санмундон    | 상문동   | 34,68                       | 8 405                        |                    |
| Суяндон      | 수양동   | 20,05                       | 9 638                        |                    |
| Чанпхёндон   | 장평동   | 6,98                        | 26 810                       |                    |
| Чансынпходон | 장승포동 | 2,15                        | 3 713                        |                    |

## Туризм и достопримечательности
- Кога (мост) — один из крупнейших в мире мостов длиной 8,2 километра, соединяющий Кодже с материком и несколькими мелкими прибрежными островами.[6]
- Исторический парк в лагере для военнопленных. Бывший лагерь для военнопленных времён Корейской войны, в котором содержалось до 173 тыс. человек, ныне превращён в музей под открытым небом.[7]
- Ежегодный январский фестиваль любителей зимнего плавания.[8]
- Ежегодный октябрьский фестиваль искусств.[9]
- Кодже известен своими пляжами и горным туризмом. В городе имеется 12 оборудованных для отдыха пляжей, крупнейшие из которых — пляжи Куджора, Хактон и Токпхо.[10] Несмотря на небольшой размер острова Коджедо, на нём имеется несколько гор, пригодных для занятий горным туризмом. Самая известная гора Коджедо — Керёнсан высотой 566 метров, расположенная в центре острова.[11]

## Символы
Как и остальные города и уезды в Южной Корее, Кодже имеет ряд символов:
- Дерево: сосна Тунберга
- Птица: чайка
- Цветок: камелия
- Маскоты: Мондори и Монсуни